# Alessandro Zorzolo
Alessandro Zorzolo (Novara, 3 dicembre 1969) è un ex cestista italiano.

## Carriera
Ha alternato 11 stagioni non consecutive in Serie A per la Pallacanestro Cantù a stagioni nelle serie minori.
Ha chiuso la carriera nel 2008-09 giocando nel campionato di Serie C Dilettanti.

## Palmarès
- Coppa Korać: 1

Pall. Cantù: 1990-91
- Serie C1: 1

Don Bosco Borgomanero: 2002-03